# Winlock
Winlock és una població dels Estats Units a l'estat de Washington. Segons el cens del tenia 1.166 habitants.

## Demografia
Segons el cens del 2000, Winlock tenia 1.166 habitants, 420 habitatges, i 286 famílies. La densitat de població era de 413 habitants per km².
Dels 420 habitatges en un 35,7% hi vivien nens de menys de 18 anys, en un 53,3% hi vivien parelles casades, en un 10% dones solteres, i en un 31,7% no eren unitats familiars. En el 26,2% dels habitatges hi vivien persones soles el 14,3% de les quals corresponia a persones de 65 anys o més que vivien soles. El nombre mitjà de persones vivint en cada habitatge era de 2,78 i el nombre mitjà de persones que vivien en cada família era de 3,38.
Per edats la població es repartia de la següent manera: un 31,9% tenia menys de 18 anys, un 8% entre 18 i 24, un 26,5% entre 25 i 44, un 21,1% de 45 a 60 i un 12,5% 65 anys o més.
L'edat mediana era de 33 anys. Per cada 100 dones de 18 o més anys hi havia 90,9 homes.
La renda mediana per habitatge era de 30.000 $ i la renda mediana per família de 38.875 $. Els homes tenien una renda mediana de 31.667 $ mentre que les dones 20.547 $. La renda per capita de la població era de 13.269 $. Aproximadament el 13,4% de les famílies i el 19% de la població estaven per davall del llindar de pobresa.

## Poblacions més properes
El següent diagrama mostra les poblacions més properes.